# Scutus
Scutus is een geslacht van weekdieren uit de klasse van de Gastropoda (slakken).

## Soorten
- Scutus anatinus (Donovan, 1820)
- Scutus antipodes Montfort, 1810
- Scutus breviculus (Blainville, 1817)
- Scutus emarginatus (Philippi, 1851)
- Scutus forsythi (Iredale, 1937)
- Scutus howensis Iredale, 1940
- Scutus olunguis Iredale, 1940
- Scutus petrafixus Finlay, 1930 †
- Scutus rueppelli (Philippi, 1851)
- Scutus sinensis (Blainville, 1825)
- Scutus unguis (Linnaeus, 1758)
- Scutus virgo Habe, 1951